# Elisabeth Leitner (Politikerin)
Elisabeth Leitner (* 11. März 1948) ist eine österreichische Politikerin (ÖVP) und Landwirtin. Leitner war von 2005 bis 2010 Abgeordnete zum Steiermärkischen Landtag.

## Ausbildung und Beruf
Leitner besuchte von 1954 bis 1959 die Volks- und Hauptschule in Allerheiligen und absolvierte danach von 1959 bis 1964 die Unterstufe des Gymnasiums in Bruck an der Mur. Nach dem Besuch der Handelsschule zwischen 1964 und 1967 arbeitete Leitner von 1967 bis 1968 als Büroangestellte und erweiterte ihre Ausbildung danach von 1968 bis 1969 an der landwirtschaftlichen Fachschule Grabnerhof. 1980 legte sie die Meisterprüfung für ländliche Hauswirtschaft ab. Ihr wurde der Berufstitel Ökonomierätin verliehen.

## Politik
Leitner ist seit dem 17. März 1991 als Landeskammerrätin in der Landeskammer für Land- und Forstwirtschaft aktiv und übernahm am 20. Jänner die Funktion der Obmannstellvertreterin der Sozialversicherungsanstalt der Bauern gewählt. Leitner hatte zwischen Oktober 1981 und Juni 2001 die Funktion der Bezirksbäuerin inne und ist seit dem 21. April 1990 Mitglied des Landesvorstands des Steirischen Bauernbundes, wo sie von 1995 bis 2000 Vertreterin der Frauen war. Seit dem 8. April 2000 ist Leitner 2. Obmannstellvertreterin des Steirischen Bauernbundes.
Des Weiteren hat Leitner seit 1991 den Vorsitz des Bildungsausschusses sowie des Ländlichen Fortbildungsinstituts der Landwirtschaftskammer inne, wurde 1996 Mitglied der Präsidentenkonferenz und 2002 zur Vizepräsidentin der Landwirtschaftskammer gewählt. Leitner vertrat die ÖVP ab dem 15. November 2005 im Landtag, in den sie nach der Regierungsbildung der Landesregierung Voves nachrückte. Sie hatte innerhalb des ÖVP-Landtagsklubs die Funktion der Bereichssprecherin für Frau, Familie und Kindergärten inne. 

## Privates
Leitner lebt in Schörgendorf bei Bruck.